# Thomas Goyard
Thomas Goyard (* 15. Januar 1992) ist ein französischer Windsurfer.

## Erfolge
Thomas Goyard sicherte sich seine erste internationale Medaille bei den Weltmeisterschaften 2014 in Santander, bei denen er die Bronzemedaille gewann. Diesen Erfolg wiederholte er 2020 im australischen Sorrento mit einem weiteren dritten Platz. Dazwischen wurde er 2016 in Helsinki Europameister und belegte 2019 bei den Europameisterschaften in S’Arenal den dritten Platz.
Bei den 2021 ausgetragenen Olympischen Spielen 2020 in Tokio ging Goyard ebenfalls in der Windsurfkonkurrenz an den Start. Er gewann drei der ersten zwölf Wettfahrten und gehörte vor dem abschließenden Medal Race zu den fünf Teilnehmern, die noch die Plätze zwei bis sechs belegen konnten. Kiran Badloe aus den Niederlanden stand bereits vor der letzten Wettfahrt uneinholbar als Gesamtsieger fest. Goyard beendete das Medal Race mit 22 Strafpunkten, nachdem er sich wie zwei weitere Konkurrenten zu Rennbeginn außerhalb des Kurses befand. Mit 74 Gesamtpunkten sicherte er sich dennoch hinter Badloe mit 37 Punkten und vor dem Chinesen Bi Kun mit 75 Punkten die Silbermedaille. Zwei weitere Konkurrenten folgten mit 76 Punkten sowie ein weiterer mit 79 Punkten.
Nach seinem Medaillengewinn bei den Olympischen Spielen erhielt er im September 2021 das Ritterkreuz des Ordre national du Mérite.